# László Darvasi
László Darvasi es un poeta, escritor y periodista húngaro nacido el 17 de octubre de 1962 en Törökszentmiklós. Parte de sus obras están escritas con los pseudónimos Ernő Szív y Eric Moussanbani. Desde 1993 trabaja en la importante revista literaria Vida y Literatura (Élet és Irodalom). Es uno de los autores más destacados del panorama literario actual en Hungría.

## Obra
Su novela más importante es La leyenda de los juglares de lágrimas (A könny-mutatványosok legendája, 1999), que ha sido traducida a varios idiomas (la traducción al español está en preparación en la actualidad). La novela, llena de realismo mágico, está ambientada en la época de dominio turco sobre Hungría. Otras de sus obras más destacadas son Amor, camarada Dumumba (Szerelmem, Dumumba elvtársnő - magyar novellák, 1998) o La orquesta más feliz del mundo (A világ legboldogabb zenekara, 2005), traducidas también a varios idiomas, así como Los perros cazadores de Loyang - novelas chinas (A lojangi kutyavadász - kínai novellák, 2002), relatos sorprendentes impregnados de filosofía oriental. La serie de Trápiti (Trápiti o la gran guerra del guisado de calabazas - Trápiti avagy a nagy tökfőzelék háború, 2002, y Trápiti y el Conejo Terrible - Trápiti és a Borzasztó Nyúl, 2004), sobre un duende que llega un día a la peculiar ciudad de Villaguijarros, es también una de sus obras más conocidas, hasta el punto de que el primer volumen consiguió el premio al mejor libro infantil en Hungría en el 2002. Este libro destaca por su estilo musical y poético cercano a las leyendas y canciones populares infantiles.

## Obras
- Antal Horger en París (Horger Antal Párizsban, 1991, versos)
- Los portugueses (A portugálok, 1992, versos)
- Los rosales de Veinhagen (A veinhageni rózsabokrok, 1993)
- Bajo el tren (A vonat alatt, 1994, con el pseudónimo Ernő Szív, teatro)
- La tristeza de Borgognoni - historias cortas(A Borgognoni-féle szomorúság - rövid történetek, 1994)
- Análisis en el asunto de las rosas (Vizsgálat a rózsák ügyében, 1994, teatro)
- El cómic Kleofás (A Kleofás-képregény, 1995)
- Cómo engatusar a la señorita bibliotecaria (Hogyan csábítsuk el a könyvtáros kisasszonyt?, 1997, con el pseudónimo de Ernő Szív)
- Amor, camarada Dumumba - relatos húngaros (Szerelmem, Dumumba elvtársnő - magyar novellák, 1998)
- La leyenda de los juglares de lágrimas (A könny-mutatványosok legendája, 1999)
- Conseguir una mujer - relatos de guerra (Szerezni egy nőt - háborús novellák, 2000)
- Los perros cazadores de Loyang - novelas chinas (A lojangi kutyavadász - kínai novellák, 2002)
- Trápiti o la gran guerra del guisado de calabazas (Trápiti avagy a nagy tökfőzelék háború, 2002)
- Mis amores reunidos (Öszzegyűjtött szerelmeim, 2003)
- Trápiti y el Conejo Terrible (Trápiti és a Borzasztó Nyúl, 2004)
- La orquesta más feliz del mundo (A világ legboldogabb zenekara, 2005)
- La secreta selección mundial (A titokzatos világválogatott, 2006)

## Premios
- Premio especial de la revista Beszélő (1992)
- Premio en recuerdo de Júlia Szinnye (1993)
- Premio Tibor Déry (1993)
- Premio Libro del Año en Hungría (1994)
- Premio Ernő Szép (1994)
- Premio Gyula Krúdy (19996)
- Premio Alföld (1996)
- Premio Attila József (1998)
- Premio Libro Infantil del Año en Hungría por Trápiti (2002)
- Premio Milán Füst (2005)
- Premio Sándor Márai (2008)